# Эпидемиология рака молочной железы
| нет данных <2 2—4 4—6 6—8 | 8—10 10—12 12—14 14—16 16—18 | 18—20 20—22 >22 |

Во всём мире рак молочной железы (РМЖ) является наиболее распространённым инвазивным раком у женщин. Рак груди составляет 22,9 % инвазивных раков у женщин и 16 % всех женских раковых заболеваний. Изучением проблемы занимается онкоэпидемиология.
В 2008 году рак молочной железы стал причиной 458 503 смертей во всём мире, что составляет 13,7 % смертей от рака среди женщин и 6 % всех смертей от рака среди мужчин и женщин вместе взятых. Рак лёгких, вторая по распространённости причина смерти от рака среди женщин, стал причиной 12,8 % смертей от рака среди женщин, что составляет 18,2 % всех смертей от рака среди мужчин и женщин.
Число случаев заболевания во всём мире значительно возросло с 1970-х годов, что частично объясняется современным образом жизни.

## По возрасту
Рак груди сильно зависит от возраста: только 5% всех случаев рака груди приходится на женщин моложе 40 лет.

## По регионам
Заболеваемость раком молочной железы сильно варьирует в мире: она самая низкая в менее развитых странах и самая высокая в более развитых странах. В двенадцати регионах мира ежегодные стандартизованные по возрасту показатели заболеваемости на 100 000 женщин следующие: в Восточной Азии — 18; Южной и Центральной Азии — 22; Африке к югу от Сахары — 22; Юго-Восточной Азии — 26; Северной Африке и Передней Азии — 28; Южной и Центральной Америке — 42; Восточной Европе — 49; Южной Европе — 56; Северной Европе — 73; Океании — 74; Западной Европе — 78; Северной Америке — 90.

### США
Пожизненный риск развития рака молочной железы в США обычно определяется как 1 из 8 (12 %) женщин к 95 годам, при этом вероятность смерти от РМЖ составляет 1 из 35 (3 %). Этот расчёт предполагает, что все женщины доживают как минимум до 95 лет, за исключением тех, кто умирает от РМЖ до 95 лет. Последние работы, использующие реальные цифры, показывают, что фактический риск, вероятно, составляет менее половины теоретического.
В США отмечается самый высокий в мире ежегодный уровень заболеваемости РМЖ: 128,6 на 100 000 среди белых и 112,6 на 100 000 среди афроамериканцев. Это второй по распространённости рак (после рака кожи) и вторая по распространённости причина смерти от рака (после рака лёгких) у женщин. В 2007 году ожидалось, что РМЖ станет причиной 40 910 смертей в США (7 % смертей от рака; почти 2 % всех смертей). Эта цифра включает 450—500 ежегодных смертей среди мужчин из 2000 случаев рака.
В США показатели заболеваемости и смертности от РМЖ в последние несколько лет снижаются. В США скорректированная по возрасту заболеваемость РМЖ на 100 000 женщин выросла с примерно 102 случаев в год в 1970-х годах до примерно 141 в конце 1990-х, а затем снизилась и с 2003 года держится на уровне 125 случаев. Смертность от РМЖ с поправкой на возраст на 100 000 женщин несколько возросла — с 31,4 в 1975 году до 33,2 в 1989 году — и с тех пор неуклонно снижается, достигнув 20,5 в 2014 году. Тем не менее, исследование, проведённое в США в 2005 году, показало, что РМЖ остаётся самым страшным заболеванием, несмотря на то, что заболевания сердца являются гораздо более распространённой причиной смерти среди женщин. Исследования показывают, что женщины переоценивают свой риск заболеть раком молочной железы.

### Великобритания
РМЖ — самый распространённый вид рака в Великобритании (ежегодно заболевание диагностируется примерно у 56 000 женщин и 375 мужчин). Это четвёртая по распространённости причина смерти от рака (ежегодно умирает около 11 400 женщин и 85 мужчин) и вторая по распространённости причина смерти среди женщин.
Стандартизованный по возрасту показатель заболеваемости РМЖ составляет 113,4 на 100 000 населения Уэльса. За последние три десятилетия в Уэльсе значительно увеличилась заболеваемость РМЖ, что, вероятно, отчасти связано с введением программы скрининга молочной железы Национальной службы здравоохранения.

### Развивающиеся страны
РМЖ в менее развитых странах, таких как страны Южной Америки, является серьезной проблемой здравоохранения. Он является одной из основных причин смертности от рака среди женщин в таких странах, как Аргентина, Уругвай и Бразилия. Ожидаемое число новых случаев заболевания и смертей от рака молочной железы в Южной Америке в 2001 году составляло приблизительно 70 000 и 30 000 соответственно. Однако из-за недостатка финансирования и ресурсов лечение не всегда доступно больным. Также было показано, что, хотя общая заболеваемость РМЖ выше у женщин европеоидной расы, у чернокожих африканок заболевание, как правило, возникает в более молодом возрасте и протекает более агрессивно, что также было отмечено среди чернокожих женщин, родившихся и выросших в Лондоне, что позволяет предположить наличие генетической связи, а не только экологических причин или позднего обращения.

## РМЖ у мужчин
На долю мужчин приходится менее 1 % всех новых случаев РМЖ, при этом ежегодно в мире диагностируется около 20 тыс. новых случаев. Показатели заболеваемости у мужчин и женщин составляют соответственно 0,4 и 66,7 на 100 тыс. человеко-лет. За последние несколько десятилетий во всём мире отмечается рост заболеваемости раком молочной железы как у мужчин, так и у женщин. В настоящее время предполагается, что в течение жизни этот рак развивается у одного из каждых 800 мужчин.